# Zračna luka Diori Hamani
Zračna luka Diori Hamani je međunarodna i glavna zračna luka koja se nalazi u glavnom gradu Nigera, Niameyju. Zračna luka ima civilnu i vojnu svrhu. Smještena je u jugoistočnom predgrađu glavnog grada, blizu autoceste br. 1, glavne autoceste koja povezuje Niamey s istokom zemlje. Osim za transport putnika, kompleks zračne luke služi i kao glavna zračna baza nigerskih zračnih snaga.
2004. godine zračna luka Diori Hamani je imala godišnji promet od 97.814 putnika. Kontrolu zračnog prometa vrši tvrtka ASECNA koja tu uslugu vrši i u drugim zračnim lukama diljem Afrike.
Zračna luka Diori Hamani je dobila ime po prvom predsjedniku Nigera, Hamani Dioriju.

## Avio kompanije i destinacije
Zračnu luku Diori Hamani koriste sljedeće avio kompanije za civilni transport:
| Niger Transport putnika | Niger Transport putnika                           |
| Avio kompanija          | Destinacija                                       |
| ----------------------- | ------------------------------------------------- |
| Air France              | Pariz                                             |
| Afriqiyah Airways       | Bamako, Cotonou, Tripoli (svi letovi su otkazani) |
| Air Algérie             | Algiers                                           |
| Air Burkina             | Abidjan, Ouagadougou                              |
| AIr Mali                | Bamako                                            |
| ASKY Airlines           | Abidjan, Lomé, Ouagadougou                        |
| Royal Air Maroc         | Casablanca                                        |
| Senegal Airlines        | Dakar, Bamako                                     |

## Vanjske poveznice
- Diori Hamani International Airport (en.Wiki)